# Salang Sigotom
Salang Sigotom is een bestuurslaag in het regentschap Aceh Tenggara van de provincie Atjeh, Indonesië. Salang Sigotom telt 262 inwoners (volkstelling 2010).